# Den unge Fleksnes
Den unge Fleksnes er en norsk tv-julekalender der blev vist på TVNorge i perioden fra 1. december til 24. december 2010. Hovedrollen som den 13-årige Marve Fleksnes bliver spillet af Reidar Fredrik Frydenlund. Rolv Wesenlund, som spillede den oprindelige Fleksnes, medvirkede også i serien, som en aldrende Marve Fleksnes.
Julekalenderen bygger på den populære tv-serie Fleksnes fataliteter, der blev vist på bl.a. NRK og DR1 fra 1970'erne til 2002. Den er instrueret af den norske instruktør Steinar Borge.